# Euploea formosana
Euploea formosana är en fjärilsart som beskrevs av Matsumura 1919. Euploea formosana ingår i släktet Euploea och familjen praktfjärilar. Inga underarter finns listade i Catalogue of Life.